# Batalla de Dandanaqan

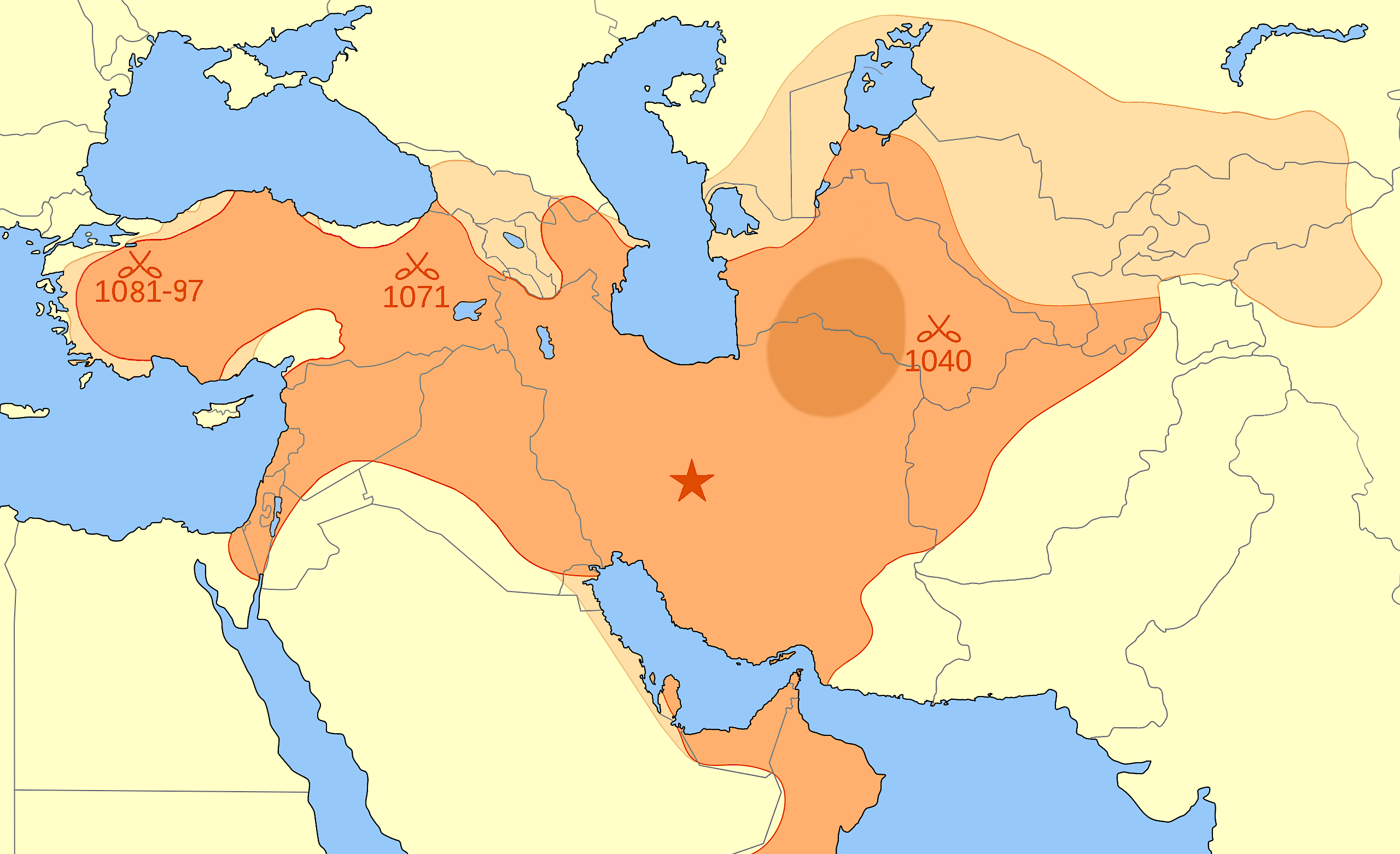
El Imperio selyúcida en 1092, 1040 muestra la localización de Dandanaqan.

La batalla de Dandanaqan se libró en 1040 entre la tribu selyúcida y el Imperio gaznávida. Terminó con una victoria de los selyúcidas y con el fin del dominio gaznávida en Jorasán.

## Antecedentes
Los nietos de Selyuq, Toğrül y su hermano Chaghrï, comandaban un gran ejército formado cuando su tío Arslan Isrâîl había sido mercenario de los gaznavidas, y se convirtieron en una amenaza para los territorios del sultán, Masud I. Los selyúcidas comenzaron a saquear las ciudades fronterizas, atacaron Jorasán, cruzaron el río Amu Daria y ocuparon las dos grandes ciudades de Jorasán, Merv y Nishapur, donde Toğrül se proclamó emir en 1028. La tribu empezó a hacer incursiones por todo el norte de Irán, ocupando ciudades y exigiendo un rescate por ellas. El sultán gaznávida Masûd I (hijo de Mahmud) resolvió obligarles por la fuerza a abandonar sus territorios.

## Batalla
Durante la marcha del ejército de Masûd a Sarajs, los selyúcidas estorbaron a sus batallones con éxito mediante la utilización de la guerra de guerrillas. También atacaron las líneas de abastecimiento de los gaznávidas y les impidieron el acceso a los pozos de agua, minando la disciplina y la moral del ejército. Por último, el 23 de mayo de 1040, 20.000 soldados selyúcidas entraron en combate contra 50.000 gaznávidas en Dandanaqan, ciudad situada entre Merv y Sarajs.

## Consecuencias
Tres días de batalla terminaron con la victoria de los selyúcidas, y Masûd apenas pudo escapar del campo de batalla con 100 jinetes. La victoria marcó el ascenso del pueblo selyúcida como una gran potencia y la decadencia del gaznávida; los primeros ocuparon Jorasán, Transoxiana y el norte de la India, estableciendo el que más tarde sería conocido como Imperio selyúcida. Toğrül se proclamó emir, dejó a su hermano Chaghri como regente en Jorasán y avanzó hacia el oeste, conquistando Bagdad en 1055 de manos de los chiitas ante el beneplácito del califa, que le concedió el título de sultán.